# Марк Бун молодший
Марк Бун молодший (нар. 17 березня 1955) — американський актор, найвідоміший за ролями Боббі Мансона у серіалі «Сини анархії» (2008–2014) та у фільмах Пам'ятай і Бетмен: Початок Крістофера Нолана.

## Ранні роки життя та освіта
Бун народився як Марк Гайдріх в Цинциннаті, штат Огайо, від Джині, вчительки на пенсії, та Боба Гайдріха, колишнього будівельного консультанта. Він виріс на північному березі Чикаго, відвідував університет Вермонта і грав у чоловічій футбольній команді школи. Після коледжу він переїхав до Нью-Йорка, де розпочав кар'єру стендап-коміка зі своїм старим другом Стівом Бушемі. Його сценічне прізвище "Бун" він обрав з меморіалу війни в Нью-Йорку.
Бун часто зображує корумпованого поліцейського чи іншого представника влади. Він знявся у понад 70 фільмах, серед яких Форсаж 2, Дочка генерала, Міцний горішок, Міцний горішок 2; Володарі вулиць та інші. Він зіграв невелику роль в "Армагеддоні" та в епізоді в'язничного драматичного серіалу HBO "Oz". Він знявся в деяких режисерських роботах Бушемі.